# Suture (médecine)
Pour les articles homonymes, voir Suture.

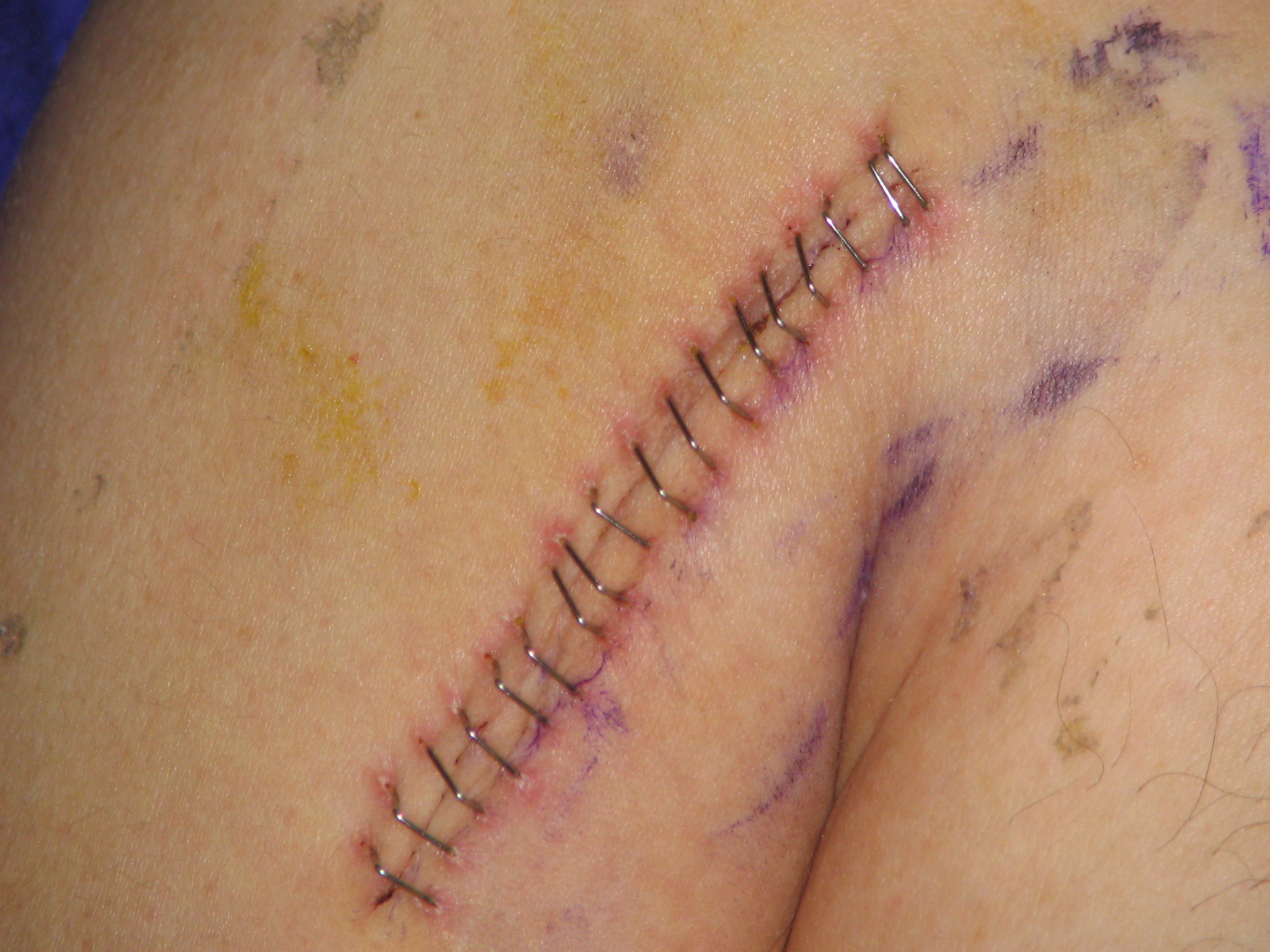
Suture par agrafes chirurgicales

En chirurgie, une suture est une opération qui consiste à rapprocher les bords d'une plaie et à en lier les tissus par une couture ou par un autre moyen, telles des agrafes, la colle ou les Steri strip.

## Histoire
Le traitement des plaies par la suture est une technique très ancienne. Les plus anciennes traces de cette technique proviennent d'Égypte avec des instruments chirurgicaux possédant un chas datant de 3000 av. J.-C. ainsi que du fil conservé sur le ventre d'une momie de 1100 av. J.-C.. Les premiers textes mentionnant la réalisation de sutures sont le papyrus d'Edwin Smith (1650 av. J.-C.) et le Samhita, un traité de chirurgie écrit vers 600 av. J.-C. par Sushruta, un médecin indien. D'autres descriptions ont été ensuite faites par Celse (Rome) et par Hua Tuo (Chine). À cette époque, divers matériaux sont utilisés tels que des fils textiles, des cheveux, des tendons et des intestins.
Plus tard, d'autres descriptions sont faites par Abu Al-Qasim (Al-Tasrif, env. 1000), Henri de Mondeville (Chirurgia, 1306-1320) et Ambroise Paré (Sur les plaies par hacquebutes, 1543) qui recommande en particulier de ligaturer les artères avec un fil au lieu de les cautériser.
Au XIXe siècle, le fil de suture est souvent du catgut, un fil fabriqué à partir de l'intestin grêle d'herbivore et qui a l'avantage d'être digéré par les enzymes du corps et ne doit pas être enlevé. À partir de 1860, à cause des infections, sa stérilisation devient un sujet important aboutissant tout d'abord à l'utilisation de catgut phénol puis de catgut chromé, un matériau qui avait également la particularité d'être plus résistant. Ce n'est cependant qu'à partir de 1906 qu'un matériel vraiment stérile est proposé à partir d'un traitement à l'iode.
Le XXe siècle voit l'arrivée des premiers fils synthétiques (Synthofil A par B. Braun en 1935, Supramid de BASF en 1939) puis des premiers fils synthétiques résorbables (Dexon, Vicryl) vers 1970. À partir des années 1960, des techniques alternatives se répandent telles que l'utilisation de colles, d'agrafes ou de bandelettes de sparadrap.
Actuellement, la plupart des sutures sont faites avec du fil synthétique depuis l'interdiction du catgut à la fin du XXe siècle à la suite de la crise de la vache folle. La stérilisation est faite soit par irradiation, thermiquement ou chimiquement.

## Types de sutures

### Suture à fils

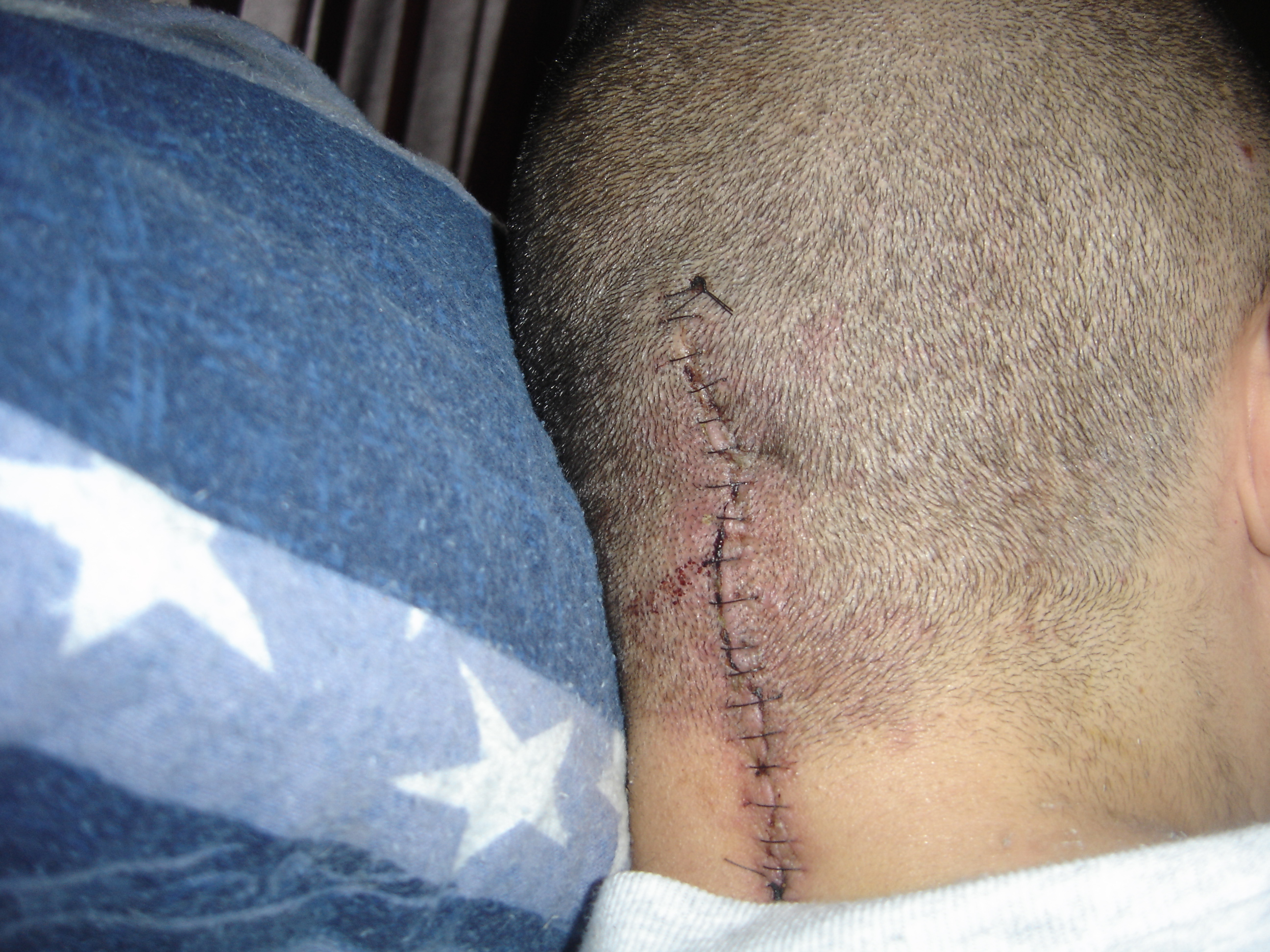
Suture à fils

Historiquement, les premières sutures ont été réalisées à l'aide de fils, d'une manière très similaire à la couture. À l'heure actuelle, cette pratique existe encore et on en distingue deux types : à points séparés (par exemple point simple ou point de Blair-Donati) ou à surjet (surjet simple ou intra-dermique).

#### Techniques

##### Points séparés
La suture en points séparés peut prendre plusieurs formes : points simples séparés, points de Blair-Donati. Chaque point de suture est indépendant des autres, dans le sens où le fil de suture est coupé entre chaque point.

###### Point simple séparé
C'est le point le plus courant, un des plus faciles à réaliser.
On passe l'aiguille dans la première berge de la plaie à la perpendiculaire de la peau jusqu'à ressortir côté plaie, puis dans la deuxième depuis la plaie vers la peau. On effectue ensuite un nœud pour fermer la suture. Les points ne doivent pas être trop serrés, sans quoi le risque de cicatrice visible est accru, et rend le travail de retrait des fils difficile : il faut pouvoir passer les ciseaux entre la plaie et le fil.
Il prend du temps à exécuter, car il faut effectuer et nouer chaque point indépendamment, mais a l'avantage de pouvoir tenir la plaie fermée même si un point lâche.

###### Point de Blair-Donati
C'est un point plus solide, qu'on va utiliser dans les zones de forte tension, ou aux endroits où la peau est épaisse. La technique est proche de celle du point simple séparé, mais a l'avantage d'offrir une très bonne hémostase. En contrepartie, il y a un risque d'ischémie tissulaire si le point est trop serré.

Pour effectuer ce point, on commence par effectuer un point simple profond sans le nouer, puis un point simple superficiel dans le sens inverse avec le même fil, avant de nouer. Il en résulte un nœud en deux couches, qui va en profondeur ce qui en assure la solidité.

##### Surjets
Les sutures en surjet sont les mêmes qu'en couture. Ce sont des sutures continues, qui ont l'avantage de se réaliser rapidement, mais deux inconvénients majeurs : ils peuvent laisser des cicatrices laides, et si le point lâche, tout le point est à refaire.

###### Surjet passé
C'est un point de surjet facile à effectuer. On insère l'aiguille et on la ressort comme pour un lien simple séparé. Puis on avance en diagonale vers l'autre bord de la plaie, et on recommence. On fait un noeud de blocage de chaque côté de la suture afin de maintenir le fil en place.
Il est rapide à faire, plutôt hémostatique, mais à l'inconvénient d'être trop étanche s'il est serré, ce qui empêche les écoulements d'épanchements, ce qui peut créer des hématomes, ou des infections sous-cutanées.

###### Surjet simple
C'est un point de surjet sous-cutané. Il s'effectue avec une aiguille droite de préférence. On insère l'aiguille depuis l'extérieur vers l'intérieur de la plaie. Puis on la rentre dans la plaie de l'autre côté, et il faut la faire passer en sous-cutané pour la faire ressortir toujours en sous-cutané. Puis, on fait rentrer l'aiguille de l'autre côté à l'endroit exact où elle est ressortie, et on recommence jusqu'à arriver au bout de la plaie. Ceci permet d'éviter d'avoir des faux-plis sur la suture.
C'est un point long à réaliser mais qui, s'il est bien fait, ne laissera quasiment aucune trace, un simple trait à l'endroit de la plaie.

Point simple séparé
Point de Blair-Donati
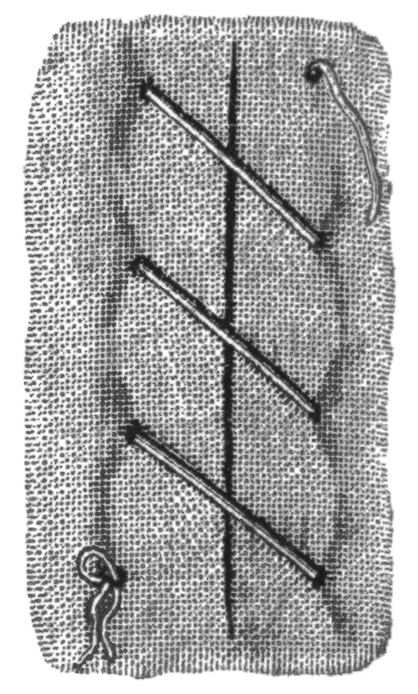
Surjet passé
Surjet intradermique

#### Matériels

##### Fils
On distingue habituellement deux types de fils principaux : les fils classiques et les fils dits « résorbables ».

###### Fils classiques
Les fils utilisés dans ce cas ne se décomposent pas, et restent donc intacts même plusieurs semaines après l'intervention. Dans le cas des plaies profondes, les fils seront donc à demeure dans l'organisme puisqu'une intervention pour les retirer reviendrait à rouvrir la peau et donc recréer une incision. Dans la plupart des cas, la gêne occasionnée par la présence des fils dans les tissus vivants est minime. Dans le cas d'une plaie en surface, les fils devront être enlevés au cours d'une intervention ultérieure, une fois la plaie cicatrisée.
Ce type de suture est particulièrement utilisé dans les cas où les fils restent accessibles pour pouvoir les retirer sans pratiquer d'incision, ou dans le cas où la plaie nécessite du temps pour cicatriser. Ce cas se présente par exemple lors d'interventions sur les vaisseaux sanguins ou sur le cœur, dont les mouvements réguliers freinent la cicatrisation. D'autres organes, tels que la vessie contiennent des fluides qui peuvent dissoudre littéralement les fils résorbables avant une cicatrisation complète.
Les matériaux utilisés pour les fils sont en général des polymères tels que le nylon, le polyester ou le polypropylène qui ont une bonne résistance aux agressions chimiques qui sont présentes dans le corps humain et suffisamment biocompatibles pour ne pas être rejetés par l'organisme.

###### Fils résorbables
Les fils utilisés dans ce cas vont être éliminés dans les tissus, sur une période allant de 10 jours à 8 semaines selon les matériaux employés. Ces sutures sont principalement réalisées pour les interventions sur des tissus internes. Dans la plupart des cas, trois semaines sont suffisantes pour que la plaie soit totalement fermée et cicatrisée. L'avantage majeur des fils résorbables est l'absence totale de corps étranger dans les tissus vivants après quelques mois, sans intervention supplémentaire.
Les matériaux utilisés étaient principalement d'origine organique. L'avènement des matières synthétiques a permis de créer artificiellement des fibres polymères ayant des propriétés similaires et permettant d'avoir des fils moins chers, de manipulation plus facile, d'une meilleure biocompatibilité. Ils peuvent être caractérisés suivant plusieurs propriétés : leur résistance à la traction, leur résorption, leur capillarité et aussi l'absence de réaction tissulaire, la stabilité du nœud et la manipulation.
Dans de rares cas, les fils résorbables sont mal tolérés et occasionnent une inflammation puis un rejet par l'organisme, plutôt que d'être absorbés.
Ces fils peuvent être faits à partir d'acide polyglycolique (PGA) une fibre tressée très bien tolérée qui se résorbe par hydrolyse en acide glycolique ou de plyglactine 910 (vicryl), un copolymére d'acide glycolique (90 %) et d'acide lactique (10 %). Diverses variantes existent suivant la présence d'un agent anti-bactérien (Triclosan) ou la vitesse d'hydrolyse. Le vicryl rapide est un vicryl irradié dont les chaines moléculaires ont été fractionnées par des radiations ionisantes et qui se décompose plus rapidement.
Les monofils sont plus souples et maniables. Ils peuvent être composés de polydioxanone, de glycolide triméthylène carbonate ou de poliglecaprone 25, un copolymère d'acide glycolique (75 %) et de caprolactone (25 %).

##### Aiguilles

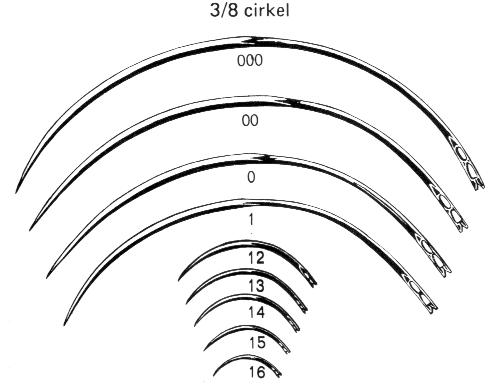
Aiguilles en 3/8e de cercle.

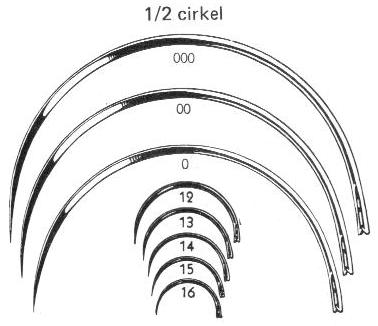
Aiguilles en 1/2 cercle.

Les aiguilles traumatiques sont des aiguilles à chas qui sont conditionnées séparément de leur fil. À l'inverse, les aiguilles atraumatiques sont des aiguilles sans chas. L'aiguille est tubulaire dans la partie opposée à la pointe et une certaine longueur de fil est sertie directement dans cette partie creuse. L'utilisation de ce type d'aiguilles évite à l'équipe médicale d'avoir à enfiler le fil sur l'aiguille, ce qui n'est pas toujours facile à réaliser. D'autre part, dans le cas d'une utilisation d'aiguille traumatique classique, le fil ressort de chaque côté du chas, ce qui peut causer un déchirement de la peau à proximité du trou, dû au passage du fil en double.
Les aiguilles peuvent prendre les formes suivantes :
- droite ;
- semi-incurvées ou ski ;
- 1/4 de cercle ;
- 3/8e de cercle ;
- 1/2 cercle ;
- 5/8e de cercle ;
- courbe composée ou compound.

Les aiguilles existent également en différentes tailles.
La manipulation des aiguilles se fait généralement à l'aide d'une pince appelée porte-aiguilles qui permet de manipuler facilement des aiguilles de petite taille.

### Suture par agrafes
Dans le cas de plaies peu profondes, il est possible d'utiliser des agrafes métalliques (le plus souvent en inox) pour maintenir les deux lèvres de la plaie en contact. Si la peau repose directement sur un os (cas des blessures au crâne), l'agrafe peut être plantée dans l'os, dans le cas contraire, elle sera plantée uniquement dans l'épiderme. La pose des agrafes se fait à l'aide d'une agrafeuse chirurgicale spécialement conçue pour ce domaine.
Le principal avantage de cette technique est sa rapidité, même si le gain n'est que de quelques minutes dans des mains entraînées. Les inconvénients en sont une qualité esthétique moindre dans certains cas et une fréquence un peu plus importante d'infections dans d'autres cas.

### Suture par collage
Dans certains cas, l'utilisation d'une colle cutanée remplace les sutures classiques à fils ou agrafes. Cette technique est utilisée dans le cas de blessures de petite taille et peu profondes. On utilise une colle cyanoacrylate pour coller ensemble l'épiderme de chaque côté de la plaie. La blessure étant peu profonde, les deux berges de la plaie seront en contact également en profondeur. Cette technique a été découverte un peu après la découverte de la colle cyanoacrylate, dans les années 1960. Ce type de colles a de multiples avantages : son pouvoir adhésif est très important et les résidus de polymérisation (par exemple l'acide acétique) sont totalement biocompatibles.
Lors de son application, la colle est liquide. Elle ne polymérise qu'au contact de l'eau, ici présente dans les tissus humains, formant alors un film flexible qui colle à la surface de la peau. Il a été démontré que le film de colle ainsi réalisé agit en tant que barrière à la pénétration microbienne, tant que le film reste intact. La colle ne peut cependant pas être utilisée pour suturer une plaie à proximité immédiate de l'œil, au niveau des viscères ou au contact de vaisseaux sanguins car elle entraînerait une nécrose de ces tissus.
Le cyanoacrylate est le nom générique des colles rapides à base de cyanoacrylate telles que le 2-cyanoacrylate de méthyle, le 2-cyanoacrylate d'éthyle (généralement vendu sous les noms commerciaux de supercolle ou superglue) et le n-butylique-cyanoacrylate. Les colles cutanées Indermil et Histoacryl ont été les premiers adhésifs médicaux pour tissus vivants à être employés, et ceux-ci se composent de cyanoacrylate n-butylique. Leur efficacité était reconnue, mais ces colles ont eu l'inconvénient de devoir être stockées au froid, d'être exothermiques et de provoquer une certaine irritation sur le patient. En outre, le lien était relativement fragile.
Actuellement, un polymère à chaînes plus longues, tel que le 2 cyanoacrylate-octyle, est préféré dans le domaine des colles cutanées. Il est disponible sous divers noms commerciaux, tels que LiquiBand, SurgiSeal, FloraSeal, Indermil et Dermabond. Le film collant a les avantages d'être plus flexibles, de faire un lien plus fort, et d'être plus facile à employer. Les polymères ramifiés à longue chaîne latérale, comme les formes octyles et butyliques, réduisent également les réactions allergiques avec les tissus.
Une alternative est proposée par les colles biologiques (ex : tissucol, bériplast). Elles sont préparées à partir de plasma humain et reproduisent la dernière phase de la coagulation. Elles sont composées d'un mélange de fibrinogène, de facteur XIII et d'aprotinine qui est activé par l'adjonction de thrombine. Non toxiques, elles présentent cependant un risque allergique tandis qu'une contamination virale ne peut pas être exclue.